# Horus zonatus
Horus zonatus är en spindeldjursart som beskrevs av Beier 1964. Horus zonatus ingår i släktet Horus och familjen Olpiidae. Inga underarter finns listade i Catalogue of Life.